# Adam van Koeverden
Adam Joseph van Koeverden (ur. 29 stycznia 1982 w Toronto) – kanadyjski kajakarz, czterokrotny medalista olimpijski (w tym złoty z Aten), dwukrotny mistrz świata, medalista igrzysk panamerykańskich. Specjalizował się w konkurencjach K-1 na dystansie 500 i 1000 metrów.
Od 2019 roku jest deputowanym do kanadyjskiego parlamentu.

## Kariera sportowa
W 1999 był uczestnikiem juniorskich mistrzostw świata w Zagrzebiu, na nich wywalczył brązowy krążek w konkurencji K-1 1000 m. Dwa lata później po raz pierwszy w karierze wystąpił na mistrzostwach świata, ale nie zdobył na nich medalu, najlepszy wynik zanotował w konkurencji K-1 1000 m, gdzie awansował do finału B i zajął 7. pozycję. Na mistrzostwach świata w 2003 sięgnął po srebrny medal w konkurencji K-1 1000 m, jak również zajął 6. pozycję w konkurencji K-1 500 m.
W pierwszym z czterech startów olimpijskich, który miał miejsce w Atenach, Kanadyjczyk zdobył złoty medal w konkurencji K-1 500 m (w finale uzyskał czas 1:37,919) oraz brązowy medal w konkurencji K-1 1000 m (w finale tejże konkurencji uzyskał rezultat czasowy 3:28,218). Na tych samych igrzyskach był chorążym swojej reprezentacji podczas ceremonii zamknięcia.
Występował na mistrzostwach świata rozgrywanych w Zagrzebiu, Segedynie oraz Duisburgu. Zdobył na tych mistrzostwach kolejne cztery medale, w tym złoty medal w konkurencji K-1 500 m, który wywalczył w 2007 w Duisburgu.
Na igrzyskach olimpijskich w Pekinie ponownie był chorążym swej reprezentacji, tym razem w ramach ceremonii otwarcia. Podobnie jak na poprzednich igrzyskach wystąpił w konkurencjach K-1 500 m oraz K-1 1000 m. W finale pierwszej z konkurencji uzyskał czas 1:37,630 i zdobył srebrny medal, na dłuższym dystansie zajął 8. pozycję z czasem 3:31,793.
Był uczestnikiem mistrzostw świata rozgrywanych w latach 2009-2011, największe sukcesy osiągał na czempionacie rozgrywanym w Segedynie w 2011 roku. Tam otrzymał złoty medal w konkurencji K-1 1000 m oraz srebrny medal w konkurencji K-1 5000 m, były to ostatnie medale mistrzostw świata wywalczone przez Kanadyjczyka.
Na igrzyskach olimpijskich w Londynie zdobył srebrny medal olimpijski w konkurencji K-1 1000 m, w finale A uzyskał czas 3:27,170.
W 2015 roku zdobył brązowy medal igrzysk panamerykańskich, w konkurencji K-1 1000 m. Po raz ostatni w zawodach międzynarodowych wystąpił w czasie igrzysk olimpijskich w Rio de Janeiro. Kanadyjczyk brał udział w zawodach w konkurencji K-1 1000 m, które ukończył na 1. pozycji w finale B z czasem 3:31,872.

### Osiągnięcia
| Rok  | Zawody                      | Miasto         | Miejsce | Konkurencja | Wynik    |
| ---- | --------------------------- | -------------- | ------- | ----------- | -------- |
| 1999 | Mistrzostwa świata juniorów | Zagrzeb        | 7.      | K-1 500 m   | 1:48,833 |
| 1999 | Mistrzostwa świata juniorów | Zagrzeb        | 3.      | K-1 1000 m  | 3:40,646 |
| 2001 | Mistrzostwa świata          | Poznań         | 7. FB   | K-1 1000 m  | 3:40,842 |
| 2001 | Mistrzostwa świata          | Poznań         | 5. FB   | K-4 200 m   | 0:32,176 |
| 2001 | Mistrzostwa świata          | Poznań         | 8. H    | K-4 500 m   | 1:29,088 |
| 2002 | Mistrzostwa świata          | Sewilla        | 5. SF   | K-1 200 m   | 0:36,550 |
| 2002 | Mistrzostwa świata          | Sewilla        | 8. FB   | K-1 500 m   | 1:43,240 |
| 2002 | Mistrzostwa świata          | Sewilla        | 4. FB   | K-1 1000 m  | 3:33,712 |
| 2003 | Mistrzostwa świata          | Gainesville    | 6.      | K-1 500 m   | 1:38,818 |
| 2003 | Mistrzostwa świata          | Gainesville    | 2.      | K-1 1000 m  | 3:29,720 |
| 2004 | Letnie igrzyska olimpijskie | Ateny          | 1.      | K-1 500 m   | 1:37,919 |
| 2004 | Letnie igrzyska olimpijskie | Ateny          | 3.      | K-1 1000 m  | 3:28,218 |
| 2005 | Mistrzostwa świata          | Zagrzeb        | 7. H    | K-1 200 m   | 0:47,238 |
| 2005 | Mistrzostwa świata          | Zagrzeb        | 3.      | K-1 500 m   | 1:37,082 |
| 2005 | Mistrzostwa świata          | Zagrzeb        | 2.      | K-1 1000 m  | 3:29,841 |
| 2006 | Mistrzostwa świata          | Segedyn        | 4.      | K-1 500 m   | 1:40,420 |
| 2006 | Mistrzostwa świata          | Segedyn        | 4.      | K-1 1000 m  | 3:40,169 |
| 2007 | Mistrzostwa świata          | Duisburg       | 1.      | K-1 500 m   | 1:36,279 |
| 2007 | Mistrzostwa świata          | Duisburg       | 2.      | K-1 1000 m  | 3:40,675 |
| 2008 | Letnie igrzyska olimpijskie | Pekin          | 2.      | K-1 500 m   | 1:37,630 |
| 2008 | Letnie igrzyska olimpijskie | Pekin          | 8.      | K-1 1000 m  | 3:31,793 |
| 2009 | Mistrzostwa świata          | Dartmouth      | 5.      | K-1 500 m   | 1:39,043 |
| 2009 | Mistrzostwa świata          | Dartmouth      | 3.      | K-1 1000 m  | 3:31,285 |
| 2010 | Mistrzostwa świata          | Poznań         | 3.      | K-1 500 m   | 1:39,005 |
| 2010 | Mistrzostwa świata          | Poznań         | 1. FB   | K-1 1000 m  | 3:35,569 |
| 2011 | Mistrzostwa świata          | Segedyn        | 1.      | K-1 1000 m  | 3:36,190 |
| 2011 | Mistrzostwa świata          | Segedyn        | 2.      | K-1 5000 m  | 20:19,02 |
| 2012 | Letnie igrzyska olimpijskie | Londyn         | 2.      | K-1 1000 m  | 3:27,170 |
| 2013 | Mistrzostwa świata          | Duisburg       | 10.     | K-1 5000 m  | 20:35,07 |
| 2013 | Mistrzostwa świata          | Duisburg       | 4. FB   | K-2 1000 m  | 3:19,029 |
| 2014 | Mistrzostwa świata          | Moskwa         | 5.      | K-1 500 m   | 1:40,740 |
| 2014 | Mistrzostwa świata          | Moskwa         | 7.      | K-1 1000 m  | 3:27,740 |
| 2014 | Mistrzostwa świata          | Moskwa         | 5.      | K-1 5000 m  | 20:52,83 |
| 2015 | Igrzyska panamerykańskie    | Toronto        | 3.      | K-1 1000 m  | 3:43,055 |
| 2015 | Mistrzostwa świata          | Mediolan       | 7. FB   | K-4 1000 m  | 3:04,087 |
| 2016 | Letnie igrzyska olimpijskie | Rio de Janeiro | 1. FB   | K-1 1000 m  | 3:31,872 |

## Odznaczenia i wyróżnienia
W 2004 został wyróżniony Lou Marsh Trophy, nagrodą przyznawaną najlepszym kanadyjskim sportowcom w danym roku.

## Kariera polityczna
W 2019 został wybrany do Izby Gmin, dwa lata później uzyskał reelekcję. W parlamencie reprezentuje Liberalną Partię Kanady.